# Due (Elodie)
Due è un singolo della cantante italiana Elodie, pubblicato l'8 febbraio 2023 come settimo estratto dal quarto album in studio OK. Respira.
Il brano è stato presentato dall'artista in occasione della sua partecipazione al Festival di Sanremo 2023, dove si è classificata al nono posto.

## Descrizione
Il brano ha visto la cantante tornare a collaborare nella scrittura con Jacopo Èt, Federica Abbate e Francesco "Katoo" Catitti, quest'ultimo produttore dello stesso insieme a Dardust. La cantante ha raccontato il processo di realizzazione del brano attraverso la seguente dichiarazione:

In occasione di un'intervista concessa a Elle, Elodie si è soffermata sul significato del brano e sul rapporto con Abbate:
Due segna inoltre la terza partecipazione della cantante al Festival di Sanremo dopo Tutta colpa mia (2017) e Andromeda (2020).

## Accoglienza
Due è stato accolto perlopiù in maniera positiva da parte della critica specializzata.
Andrea Laffranchi del Corriere della Sera ha assegnato una votazione di 8 su 10 al singolo, spiegando che presenta «suoni urban» con «percussioni pulsanti», mentre il testo, inerente a «un amore appena nato ma già finito male, delle telefonate interrotte», è stato accostato a quello di Se telefonando di Mina. Valentina Colosimo di Vanity Fair ha definito Due un brano dal suono «urban perfetto» con un'interpretazione «brillante», trovando la cantante «più raffinata», accostando il brano più ad Andromeda piuttosto che a Bagno a mezzanotte. Gianni Sibilla di Rockol associa la sezione iniziale a True Faith dei New Order, definendo il proseguimento «un pop dalla struttura complessa». La rivista Rolling Stone Italia ha invece assegnato al singolo il voto più alto riguardo ai brani presentati durante la prima serata del Festival di Sanremo, con un punteggio pari a 8 su 10; secondo il recensore della rivista Filippo Ferrari, Due rappresenta «un pezzo uptempo, un po' funkettino» che richiama Pensare male con i Kolors.
Gianni Poglio di Panorama ha affermato che grazie al brano «il potenziale di Elodie, [...] si muove sul terreno del pop internazionale», con «voce a fuoco e brano potente». Fabio Fiume di All Music Italia lo ha descritto come un brano «pop pieno d'enfasi» e «valido», trovando la cantante «finalmente emersa». Andrea Conti de Il Fatto Quotidiano ha spiegato che si tratta di una canzone «moderna e attuale» con un testo che affronta «un rapporto complesso, una sorta di aut aut». Mattia Marzi si sofferma sul significato, scrivendo che racconta di «una donna forte che costringe lui a presentarsi sotto casa sua con gli occhi lucidi e a chiederle scusa».
Meno entusiasta la recensione di Francesco Prisco de Il Sole 24 Ore, il quale afferma che musicalmente la canzone sia un «pop costruito con furbizia», sottolineando che «i numeri, nei titoli, funzionano sempre». Anche Fabrizio Biasin di Libero definisce la canzone una «delusione», scrivendo che «parte male, continua male, finisce male».

## Video musicale
Il video, girato presso il RedRooms Members Club di Milano sotto la regia di Giampaolo Sgura, è stato reso disponibile in concomitanza con il lancio del singolo attraverso il canale YouTube della cantante.
Vi hanno preso parte la sorella della cantante, Fey Di Patrizi, e alcuni personaggi dello spettacolo come Ornella Vanoni, Michele Placido, Brenno Placido, Vincenzo Crea e Valentina Romani.

## Tracce
Testi di Elodie Di Patrizi, Jacopo Èttore, Francesco Catitti e Federica Abbate, musiche di Dario Faini e Francesco Catitti.
1. Due – 3:13

## Classifiche

### Classifiche settimanali
| Classifica (2023) | Posizione massima |
| ----------------- | ----------------- |
| Italia            | 7                 |
| Svizzera          | 67                |

### Classifiche di fine anno
| Classifica (2023) | Posizione |
| ----------------- | --------- |
| Italia            | 32        |